# Gomphrena pallida
Gomphrena pallida là loài thực vật có hoa thuộc họ Dền. Loài này được (Stuchlík) Pedersen mô tả khoa học đầu tiên năm 1976.